# Jardines de Murillo
Jardines de Murillo är en park i Spanien.   Den ligger i provinsen Provincia de Sevilla och regionen Andalusien, i den sydvästra delen av landet, 400 km sydväst om huvudstaden Madrid. Jardines de Murillo ligger 14 meter över havet.
Terrängen runt Jardines de Murillo är platt.Runt Jardines de Murillo är det mycket tätbefolkat, med 1 956 invånare per kvadratkilometer. Närmaste större samhälle är Sevilla, 1,3 km öster om Jardines de Murillo. Runt Jardines de Murillo är det i huvudsak tätbebyggt.